# Cabeus
Cabeus és un cràter a cent km del pol sud de la Lluna. La seva fondària és desconeguda. Aquest cràter està ubicat de manera que es veu oblic des de la Terra, i gairebé està sota d'una ombra perpètua. A través d'un telescopi, el crater es veu prop de la part sud de la Lluna a l'oest del cràter Malapert i al sud-sud-oest del cràter Newton.
El 1651 en l'obra Almagestum Novum de Giovanni Battista Riccioli aquest va donar el nom de cràter Cabeus (en honor de Niccolo Cabeo) a un cràter que des de 1935 es coneix com a cràter Newton.
Aquest cràter ha rebut diversos impactes al llarg del temps que l'han erosionat. Les vores estan erosionades i torçades amb crestes prominents al nord i al sud. Hi ha un petit cràter a través de la vora nord-est i un cràter un poc més gran en el sòl interior, prop de la vora oest-sud-oest.
La regió polar del sud de la Lluna va ser estudiada per la nau Lunar Prospector i s'hi va detectar indicis d'hidrogen. Les fonts potencials d'aquest element podien ser l'aigua dipositada per cometes, meteorits, el vent solar o altres. Aquest cràter és prou gran perquè la temperatura del seu interior, en la zona ombrejada, estigui per sota dels 100 kèlvins. Això permetria que el gel romangués sobre o a prop de la superfície del cràter durant milions d'anys sense sublimar-se.

## Cràters de satèl·lits

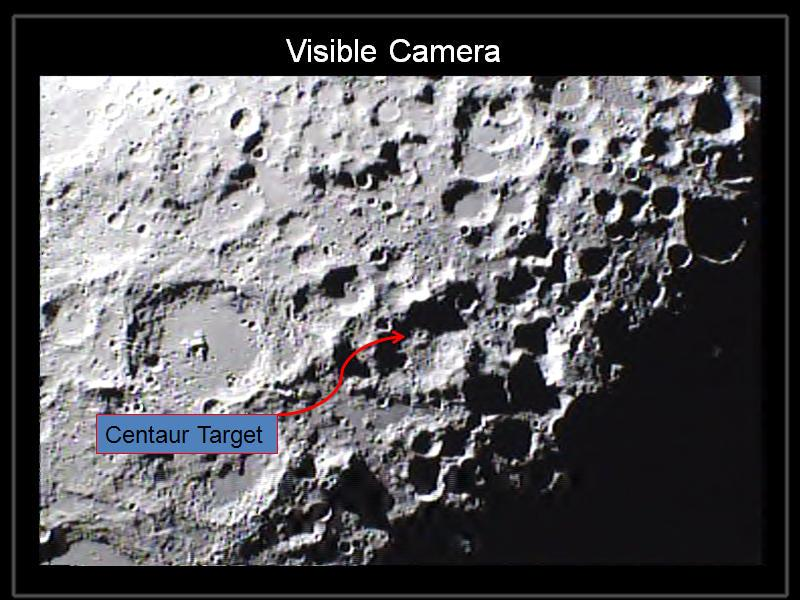
Àrea objectiu del coet centaur al cràter Cabeus.

Per convenció aquestes característiques estan identificades en els mapes lunars posant la lletra en el cantó del punt mitjà del cràter que està més a prop de Cabeus.
| Cabeus | Latitud | Longitud | Diàmetre |
| ------ | ------- | -------- | -------- |
| A      | 82.2° S | 39.1° W  | 48 km    |
| B      | 82.4° S | 53.0° W  | 61 km    |

## LCROSS
L'LCROSS va ser llançat des de la Terra amb l'objectiu de trobar aigua al pol sud de la Lluna
A les 1:31 UTC del 9 d'octubre de 2009 el coet Centaur va impactar a Cabeus seguit poc després de la caiguda de la nau LCROSS. Es va aixecar una columna de pols més petita del que s'havia previst. Les dades de l'anàlisi confirmaren la presència d'aigua.
Segons Robert Zubrin hi havia 10 parts per milió d'aigua. La prova es va fer considerant que s'havia trobat 100 kg d'aigua en 10 milions de kg de sòl lunar, que és un regòlit, pròpiament dit. Aquest percentatge d'aigua a la Lluna és molt baix si es compara amb l'aigua que es troba, encara en la terra aparentment, dels sòls dels deserts de la Terra o amb la proporció d'aigua que se suposa que es troba al planeta Mart."